# Svetvinčenat
Svetvinčenat (em italiano:  Sanvincenti) é um município da Croácia, situado no condado da Ístria. Tem 80,43 km² de área e sua população em 2011 foi estimada em 2.202 habitantes.